# پتری والیسوم سارانی موناچی هیستوریا آلبیجنسیس
پتری والیسوم سارانی موناچی هیستوریا آلبیجنسیس (به لاتین: Petri Vallisum Saranii Monachi Hystoria Albigensis) نوشته پیتر وو د کِرنِی، راهب قرن ۱۳ کلیسای وو د کِرنِی که در این کتاب علاوه جنگ صلیبی کاتاری، به ذکر حوادث جنگ صلیبی چهارم می‌پردازد.